# Gresa Bakraçi
Gresa Bakraçi, talvolta accreditata come Gresa Bakraqi (11 settembre 1995), è una mezzofondista kosovara.
Ha rappresentato il piccolo stato agli Europei di Berlino 2018. È detentrice di due record nazionali nei 1000 e 1500 metri piani.

## Palmarès
| Anno | Manifestazione                  | Sede         | Evento       | Risultato | Prestazione | Note             |
| ---- | ------------------------------- | ------------ | ------------ | --------- | ----------- | ---------------- |
| 2018 | Balcanici indoor                | Istanbul     | 800 m piani  | 8ª        | 2'17"28     |                  |
| 2018 | Camp. dei piccoli stati europei | Schaan       | 800 m piani  | Bronzo    | 2'13"88     | [ 2 ]            |
| 2018 | Giochi del Mediterraneo         | Tarragona    | 800 m piani  | Batteria  | 2'13"41     |                  |
| 2018 | Balcanici                       | Stara Zagora | 800 m piani  | 11ª       | 2'16"67     |                  |
| 2018 | Balcanici                       | Stara Zagora | 1500 m piani | dns       | dns         |                  |
| 2018 | Europei                         | Berlino      | 800 m piani  | Batteria  | 2'14"22     |                  |
| 2019 | Balcanici indoor                | Istanbul     | 800 m piani  | 9ª        | 2'15"22     |                  |
| 2019 | Balcanici indoor                | Istanbul     | 1500 m piani | Finale    | dns         |                  |
| 2019 | Balcanici                       | Pravec       | 800 m piani  | dnf       | dnf         |                  |
| 2019 | Balcanici                       | Pravec       | 1500 m piani | 9ª        | 4'37"22     |                  |
| 2019 | Balcanici                       | Pravec       | 3000 m piani | Argento   | 10'23"37    |                  |
| 2022 | Mondiali indoor                 | Belgrado     | 1500 m piani | Batteria  | 4'28"40     |                  |
| 2022 | Mondiali                        | Eugene       | 1500 m piani | Batteria  | 4'22"77     |                  |
| 2022 | Europei                         | Monaco       | 1500 m piani | Batteria  | 4'38"10     |                  |
| 2023 | Europei indoor                  | Turchia      | 3000 m piani | Batteria  | 9'36"96     | Record nazionale |
| 2023 | Mondiali                        | Budapest     | 1500 m piani | Batteria  | dnf         |                  |
| 2024 | Giochi olimpici                 | Parigi       | 800 m piani  | Batteria  | 2'13"29     |                  |

## Altre competizioni internazionali
2019
- Bronzo agli Europei a squadre ( Skopje),  1500 m - 4'42"26
- 4ª agli Europei a squadre ( Skopje), 800 m - 2'11"98